# Gianluca Scamacca
Gianluca Scamacca (ur. 1 stycznia 1999 w Rzymie) – włoski piłkarz, występujący na pozycji napastnika we włoskim klubie Atalanta BC oraz w reprezentacji Włoch. 
Wychowanek Romy, w trakcie swojej kariery grał także w takich zespołach, jak Jong PSV, Sassuolo, Cremonese, PEC Zwolle, Ascoli, Genoa i West Ham United F.C..

## Sukcesy

### West Ham United
- Liga Konferencji Europy UEFA: 2022/2023

### Indywidualne
- Król strzelców Pucharu Włoch: 2019/2020 (4 gole), 2020/2021 (4 gole)